# Händler der vier Jahreszeiten
Händler der vier Jahreszeiten is een Duitse speelfilm uit 1971 van Rainer Werner Fassbinder. De titel is de letterlijke vertaling van de Franse term voor een rondreizende groente- en fruithandelaar (marchand des quatre-saisons).

## Verhaal
De film vertelt het verhaal van Hans Epp. Samen met zijn vrouw heeft hij een rondreizende handel in fruit en groente. In een gezin zonder vader werd hij door zijn liefdeloze moeder gedomineerd en vernederd. Het was zijn droom monteur te worden, maar zijn moeder praatte hem dat uit zijn hoofd, omdat hij beter een beroep zou kiezen waarmee hij zijn handen niet moest vuil maken. Hans ging dan maar op vraag van zijn moeder naar het gymnasium. Hij vluchtte weg naar het vreemdelingenlegioen. Bij zijn terugkeer ging Hans bij de politie, maar moest daar ontslag nemen toen hij door zijn overste betrapt werd als hij zich bij het verhoor van de prostituee tot een fellatio had laten verleiden. Met zijn grote liefde kon Hans niet trouwen, omdat hij voor haar familie niet goed genoeg was. Hij werd vervolgens haar gelegenheidsminnaar. Hans huwde dan met Irmgard, met wie hij een dochter had.
Samen dreven zij hun fruithandel, maar Irmgard toont weinig genegenheid voor Hans en is dikwijls humeurig en neerslachtig. Hans vindt meer begrip bij zijn intellectuele zuster Anna en minder bij zijn ambitieuze broer Kurt. Door zijn ongelukkig huwelijk met Irmgard, gaat Hans zich dikwijls bedrinken en als hij dronken is mishandelt hij Irmgard in bed in het bijzijn van hun dochter. Wanneer Irmgard daarop een echtscheidingsprocedure instelt, krijgt Hans een hartinfarct. Wanneer Hans in het ziekenhuis herstelt, bedriegt Irmgard hem met Anzell, een toevallige kennis, maar nadien drijft het echtpaar alweer de fruit- en groentehandel. De zaken gaan zo goed dat een tweede auto kan worden aangeschaft. Omdat Hans door zijn hartproblemen geen te zware arbeid meer aan kan, wordt een hulpje gezocht en de keuze valt op Anzell, de ex-minnaar van Irmgard. Anzell doet zijn werk naar behoren, maar Irmgard vindt de toestand pijnlijk en werkt Anzell uit de zaak. In de herberg ontmoet Hans Harry, een goede vriend uit de tijd van het vreemdelingenlegioen, en Harry wordt de nieuwe hulp in de zaak. Met de hulp van Harry bloeit de zaak nog meer en Hans krijgt nu erkenning van zijn familie, vrienden en kennissen, maar hij voelt zich ook steeds meer overbodig en wordt depressief. Ten slotte breekt hij zijn lievelingsplaat van Rocco Granata met het liedje Alles was du willst, kannst du nicht haben, buona notte. Na een afscheidsbezoek aan de mensen, die in zijn leven belangrijk waren, gaat Hans naar zijn stamkroeg en drinkt zich opzettelijk dood. De aanwezigen, waaronder ook Irmgard en Harry, kijken toe en grijpen niet in. Op de uitvaart van Hans, biedt Irmgard Harry aan de plaats van Hans in te nemen en die zegt spontaan Okay!.

## Rolverdeling
| Acteur            | Personage       |
| ----------------- | --------------- |
| Hans Hirschmüller | Hans Epp        |
| Irm Hermann       | Irmgard Epp     |
| Andrea Schober    | Renate Epp      |
| Gusti Kreissl     | Moeder Epp      |
| Klaus Löwitsch    | Harry           |
| Karl Scheydt      | Anzell          |
| Hanna Schygulla   | Anna            |
| Kurt Raab         | Kurt            |
| Ingrid Caven      | Grote liefde    |
| Elga Sorbas       | Marile Kosemund |
| Hark Bohm         | Politiebaas     |
| Walter Sedlmayr   | Verkoper        |
| Peter Chatel      | Arts            |
| Lilo Pempeit      | Klant           |
| El Hedi ben Salem | Arabier         |
| Heide Simon       | Heide           |
| Sigi Graue        | Kroegmaat       |

## Onderscheidingen
De film kreeg in 1972 de Bundesfilmpreise voor de beste regie en voor de beste hoofdrolspelers (Hans Hirschmüller en Irm Hermann).